# Langue (Valle)
Pour les articles homonymes, voir Langue (homonymie).
Langue est un village du Honduras, situé dans le département de Valle.